# NXT TakeOver: Stand & Deliver
NXT TakeOver: Stand & Deliver – gala wrestlingu wyprodukowana przez federację WWE dla zawodników z brandu NXT. Odbyła się 7 i 8 kwietnia 2021 w WWE Performance Center w Orlando w stanie Floryda. Emisja była przeprowadzana na żywo za pośrednictwem serwisu strumieniowego Peacock w Stanach Zjednoczonych i WWE Network na całym świecie oraz w systemie pay-per-view. Była to trzydziesta czwarta gala w chronologii cyklu NXT TakeOver i druga w 2021 roku.
Podczas gali odbyło się dwanaście walk podzielonych na dwie noce, w tym jedna podczas pre-show po każdej z nocy. W walce wieczoru pierwszej Nocy, Raquel González pokonała Io Shirai zdobywając NXT Women’s Championship. W innych ważnych walkach, Walter pokonał Tommaso Ciampę broniąc NXT United Kingdom Championship oraz MSK (Wes Lee i Nash Carter) pokonali Grizzled Young Veterans (Jamesa Drake’a i Zacka Gibsona) i Legado Del Fantasma (Raula Mendozę i Joaquina Wilde’a) wygrywając zwakowane NXT Tag Team Championship. Dwie walki były uznawane jako walki wieczoru w drugiej Nocy. W ostatniej walce w karcie, Kyle O’Reilly pokonał Adama Cole’a w Unsanctioned matchu. W przedostatniej walce, Karrion Kross pokonał Finna Bálora zdobywając NXT Championship. W innej ważnej walce, Santos Escobar pokonał Jordana Devlina w Ladder matchu zostając niekwstionowanym NXT Cruiserweight Championem.

## Produkcja
NXT TakeOver: Stand & Deliver oferowało walki profesjonalnego wrestlingu z udziałem wrestlerów z brandu NXT. Oskryptowane rywalizacje (storyline’y) kreowane są podczas cotygodniowych gal NXT. Wrestlerzy są przedstawieni jako heele (negatywni, źli zawodnicy i najczęściej wrogowie publiki) i face’owie (pozytywni, dobrzy i najczęściej ulubieńcy publiki), którzy rywalizują pomiędzy sobą w seriach walk mających budować napięcie. Kulminacją rywalizacji jest walka wrestlerska lub ich seria. NXT TakeOver: Stand & Deliver było drugą galą cyklu TakeOver wyprodukowaną w 2021.

### Wpływ COVID-19
W wyniku pandemii COVID-19, która zaczęła wpływać na branżę w połowie marca 2020, WWE musiało zaprezentować większość swojego programu z zestawu bez udziału realnej publiczności. Transmisje NXT odbyły się początkowo w macierzystej bazie NXT w Full Sail University w Winter Park w stanie Floryda. W październiku 2020 roku wydarzenia NXT zostały przeniesione do WWE Performance Center w Orlando w stanie Floryda, gdzie znajduje się „Capitol Wrestling Center”, hołd złożony Capitol Wrestling Corporation, poprzednikowi WWE. Podobnie jak WWE ThunderDome wykorzystywane do programowania Raw i SmackDown, tablice LED zostały umieszczone wokół Performance Center, aby fani mogli uczestniczyć wirtualnie, podczas gdy dodatkowo obecni byli przyjaciele i członkowie rodziny wrestlerów, a także ograniczona liczba rzeczywistych fanów, oddzielonych od siebie ściankami z szkła.

### Rywalizacje
Na NXT TakeOver XXX Karrion Kross wygrał NXT Championship; ale, podczas walki doznał kontuzji i musiał zwakować tytuł. 8 września na NXT Super Tuesday Finn Bálor zdobył zwakowane mistrzostwo. W grudniu Kross powrócił po kontuzji. 10 marca na odcinku NXT po obronie przez Balora tytułu skonfrontował się z Krossem. Bálor ogłosił walkę o mistrzostwo z Krossem na NXT TakeOver: Stand & Deliver, która została ogłoszona na dzień 8 kwietnia.
W wyniku pandemii COVID-19 NXT Cruiserweight Champion Jordan Devlin nie mógł podróżować do Stanów Zjednoczonych. Santos Escobar został tymczasowym mistrzem, który bronił tytułu na NXT, a Devlin bronił tytułu na NXT UK w Wielkiej Brytanii. Po tym jak zakaz został zniesiony w marcu 2021, 17 marca 2021 na odcinku NXT Devlin skonfrontował się z Escobarem, który wyzwał Devlina na walkę o wyłonienie niekwestionowanego NXT Cruiserweight Championa. Tydzień później ogłoszono walkę w stypulacji Ladder match na dzień 8 kwietnia.
W wyniku kontuzji, której doznał Danny Burch podczas walki w dniu 17 marca na odcinku NXT, Generalny Manager NXT William Regal zwakował NXT Tag Team Championship. 24 marca na odcinku NXT Regal zabookował Triple Threat Tag Team match o zwakowane mistrzostwo na dzień 7 kwietnia pomiędzy MSK (Wes Lee i Nash Carter), Grizzled Young Veterans (James Drake i Zack Gibson) i Legado Del Fantasma (Raul Mendoza i Joaquin Wilde).
24 marca na odcinku NXT ogłoszono sześcioosobowy Gauntlet match, którego zwycięzca otrzyma walkę o NXT North American Championship przeciwko Johnny’emu Gargano następnej nocy. Sześciu uczestników zostało rozstrzygniętych w dwunastoosobowym Battle Royalu tydzień później. Leon Ruff, Isaiah Swerve Scott, Bronson Reed, Cameron Grimes, Dexter Lumis i LA Knight zakwalifikowali się do walki.

## Wyniki walk
| Nr                                                                   | Wyniki | Stypulacje                                                                                                   | Czas  |
| -------------------------------------------------------------------- | --- | --- | ----- |
| 1P                                                                   | Zoey Stark pokonała Toni Storm | Singles match                                                                                                | 9:52  |
| 2                                                                    | Pete Dunne pokonał Kushidę | Singles match                                                                                                | 10:39 |
| 3                                                                    | Bronson Reed pokonał Leona Ruffa, Isaiaha Swerve’a Scotta, Camerona Grimesa, Dextera Lumisa i LA Knighta                                               | Six-man Gauntlet Eliminator match Zwycięzca otrzyma walkę o NXT North American Championship na drugiej Nocy. | 23:14 |
| 4                                                                    | Walter (c) pokonał Tommaso Ciampę | Singles match o NXT United Kingdom Championship                                                              | 16:59 |
| 5                                                                    | MSK (Wes Lee i Nash Carter) pokonali Grizzled Young Veterans (Jamesa Drake’a i Zacka Gibsona) i Legado Del Fantasma (Raula Mendozę i Joaquina Wilde’a) | Triple Threat Tag Team match o zwakowany NXT Tag Team Championship                                           | 15:24 |
| 6                                                                    | Raquel González (z Dakotą Kai) pokonała Io Shirai (c)                                                                                                  | Singles match o NXT Women’s Championship                                                                     | 12:56 |
| (c) – mistrz/mistrzyni przed walkąP – walka miała miejsce w pre-show | | |       |

| Nr                                                                   | Wyniki | Stypulacje                                                             | Czas  |
| -------------------------------------------------------------------- | --- | ---------------------------------------------------------------------- | ----- |
| 1P                                                                   | Killian Dain i Drake Maverick pokonali Breezango (Tylera Breeze’a i Fandango)                               | Tag Team match o przyszłą walkę o NXT Tag Team Championship            | 8:38  |
| 2                                                                    | Santos Escobar (tymczasowy NXT Cruiserweight Champion) pokonał Jordana Devlina (NXT Cruiserweight Champion) | Ladder match wyłaniający niekwstionowanego NXT Cruiserweight Championa | 18:06 |
| 3                                                                    | Ember Moon i Shotzi Blackheart (c) pokonały The Way (Candice LeRae i Indi Hartwell)                         | Tag Team match o NXT Women’s Tag Team Championship                     | 10:35 |
| 4                                                                    | Johnny Gargano (c) (z Austinem Theorym) pokonał Bronsona Reeda                                              | Singles match o NXT North American Championship                        | 16:23 |
| 5                                                                    | Karrion Kross (ze Scarlett) pokonał Finna Bálora (c)                                                        | Singles match o NXT Championship                                       | 17:08 |
| 6                                                                    | Kyle O’Reilly pokonał Adama Cole’a                                                                          | Unsanctioned match                                                     | 40:10 |
| (c) – mistrz/mistrzyni przed walkąP – walka miała miejsce w pre-show | |                                                                        |       |

### Gauntlet match o walkę o NXT North American Championship
| Nr eliminacji | Wrestler            | Nr wejściowy | Wyeliminowany przez     | Metoda eliminacji                      | Czas  |
| ------------- | ------------------- | ------------ | ----------------------- | -------------------------------------- | ----- |
| 1             | Leon Ruff           | 1            | Isaiaha Swerve’a Scotta | Przypięty                              | 9:45  |
| 2             | Dexter Lumis        | 5            | LA Knighta              | Przypięty ruchem jackknife pin         | 15:50 |
| 3             | LA Knight           | 6            | Bronsona Reeda          | Przypięty po otrzymaniu running senton | 16:00 |
| 4             | Isaiah Swerve Scott | 2            | Camerona Grimesa        | Przypięty ruchem roll-up               | 19:45 |
| 5             | Cameron Grimes      | 4            | Bronsona Reeda          | Przypięty po otrzymaniu Tsunami Splash | 23:14 |
| Zwycięzca     | Bronson Reed        | 3            | –                       | –                                      | 23:14 |